# Foadan Football Club
Maillots
Actualités
Foadan Football Club est un club togolais de football basé à Dapaong, au nord du pays.

## Historique
Foadan FC est fondé en 1974 dans la ville de Dapaong. Il prend part au Championnat National pour la première fois lors de la saison 1986, après avoir remporté le championnat de deuxième division l'année précédente. Durant cette même année 1985, Foadan remporte son seul trophée national à ce jour, la Coupe du Togo. Le club se maintient au plus haut niveau jusqu'en 1992, année de sa relégation en D2. Il remonte la saison suivante mais est à nouveau rétrogradé et reste en deuxième division jusqu'en 2009. Pour son retour en Championnat National, en 2012, Foadan termine à l'avant-dernière place du classement mais est repêché par la fédération à la suite de l'expansion du championnat la saison suivante.
Le club ne participe qu'à une seule campagne continentale : la Coupe d'Afrique des vainqueurs de Coupe 1986. Il y brille en atteignant les quarts de finale, après avoir éliminé successivement les Ivoiriens du SC Gagnoa puis Mighty Barrolle du Liberia. Son parcours s'achève face à la formation gabonaise de l'AS Sogara.

## Palmarès
- Coupe du Togo :
  - Vainqueur en 1985
  - Finaliste en 2004

- Championnat du Togo D2 :
  - Champion en 1985